# Yeşim Ustaoğlu
Yeşim Ustaoğlu (ur. 18 listopada 1960 w Sarıkamış) – turecka reżyserka, scenarzystka i producentka filmowa.
Jej film Podróż ku słońcu (1999) zaprezentowany został w konkursie głównym na 49. MFF w Berlinie, gdzie otrzymał dwie nagrody. Puszka Pandory (2008) zdobyła główną nagrodę Złotej Muszli na MFF w San Sebastián. Z kolei Otchłań (2012) startowała w sekcji „Horyzonty” na 69. MFF w Wenecji.
Zasiadała w jury konkursu głównego na 59. MFF w Wenecji (2002).